# 石村知子
石村 知子（いしむら ともこ、1972年2月24日 - ）は、日本の女性声優。神奈川県座間市出身。81プロデュース所属。

## 人物
ゆーりんプロ所属時には柊 美冬（ひいらぎ みふゆ）の芸名で活動していたが、事務所移籍の際に鶴野 恭子（つるの きょうこ）に改名した。2004年5月1日からは本名の石村 知子（いしむら ともこ）の名義で活動している。
小川びいによると、1997年時点で、一部の声優ファンの間で「あのかわいい声は誰?」と騒がれていたという。
アニメ、吹き替え、ゲームなどで活躍。
趣味・特技は読書、映画鑑賞。

## 出演
太字はメインキャラクター。

### テレビアニメ
1994年
- キャプテン翼J（沢田タケシ）
- D・N・A² 〜何処かで失くしたあいつのアイツ〜（店員、部員）
- ツヨシしっかりしなさい（子供B）

1995年
- 黄金勇者ゴルドラン（ナシェ）
- 鬼神童子ZENKI（えり、人見、女A、女の子、女学生）
- クッキングパパ（バーのママ）
- ストリートファイターII V（女の子、リンダ、メーヌ、受付嬢、メカニカルボイス 他）
- スレイヤーズ（1995年 - 1996年、ウェイトレス、村の少年、町の少女、マルチナ・ゾアナ・メル・ナブラチロワ） - 2シリーズ
- ちびまる子ちゃん（1996年 - 2021年、杉浦徳三）
- 爆れつハンター（オペラ、女、女の子、少女）
- ロミオの青い空（ダンテ）

1996年
- 家なき子レミ（マルセル）
- 少年サンタの大冒険!（クロース）
- 逮捕しちゃうぞ（渡辺ケンスケ、城山良介）
- 天空のエスカフローネ（生徒A、部員A）
- ハーメルンのバイオリン弾き（オカリナ）
- 魔法少女プリティサミー（留魅耶）
- 勇者指令ダグオン（子供）

1997年
- 吸血姫美夕（少年）
- VIRUS ‐VIRUS BUSTER SERGE‐（ナース、マネキン、女A）
- HARELUYA II BØY（桃山太郎）
- フォーチュン・クエストL（ルーミィ）

1998年
- EAT-MAN'98（フランソワ）
- 異次元の世界エルハザード（ファトラ）
- 金田一少年の事件簿（三島由里絵）
- サイレントメビウス（ラリー〈子供時代〉）
- SHADOW SKILL -影技-（ギアン＝ティース）
- センチメンタルジャーニー（少年）
- 聖ルミナス女学院（シスター茜）
- TRIGUN（リィナ）
- MASTERキートン（陳宋麗）
- 魔法のステージファンシーララ（篠原ちさ）
- よいこ（小関顕）
- ロスト・ユニバース（ミリィ / ミレニアム・フェリア・ノクターン）

1999年
- 今、そこにいる僕（小田）
- 宇宙海賊ミトの大冒険（年賀睦月） - 2シリーズ
- エデンズボゥイ（ヘアラ）
- 臣士魔法劇場 リスキー☆セフティ（女木島紅葉、かえで）
- KAIKANフレーズ（桐生祐香）
- 人形草紙あやつり左近（秋月三佳）
- ゴクドーくん漫遊記（丹飛）
- THE ビッグオー（ルイス・フェリー）
- ジバクくん（ダルタニアン）
- セラフィムコール（柊彩乃）
- 仙界伝 封神演義（殷郊）
- Bビーダマン爆外伝V（ガイアボン）

2000年
- GEAR戦士電童（2000年 - 2001年、エリス・ウィラメット、ジュノ）
- ゾイド -ZOIDS-（ルドルフ・ゲアハルト・ツェッペリン3世）
- とっとこハム太郎（キョウコちゃん）
- ファーブル先生は名探偵（セルジュ）
- 名探偵コナン（2000年 - 2013年、夏目塔子、慈子、荒木千佳、大竹千絵、古奈遥）
- 六門天外モンコレナイト（ライライ）

2001年
- 仰天人間バトシーラー（ジャンヌザル / ジャンヌザルク / ジャンヌガルー / スーパージャンヌザルク）
- 超GALS!寿蘭（小学生の順一）
- フィギュア17 つばさ&ヒカル（相沢翔、茨城京子）
- 魔法少女猫たると（最中きな子）

2002年
- 犬夜叉（2002年 - 2003年、姫、漁師妻）
- おジャ魔女どれみドッカ〜ン!（イングリット、アナウンサー）
- カスミン（フランシーヌのママ）
- それいけ!アンパンマン（2002年 - 2010年、タンポポちゃん〈初代〉、キャベツマン〈初代〉）
- 爆闘宣言ダイガンダー（サラ）
- ぷちぷり*ユーシィ（ミルカ）
- ロックマンエグゼ（2002年 - 2006年、カットマン三郎、星田球太、大山チサオ、ゾアノカットマン三郎） - 5シリーズ
- わがまま☆フェアリー ミルモでポン! / ごおるでん / わんだほう（ライチ、ルンバ） - 3シリーズ

2003年
- 攻殻機動隊 STAND ALONE COMPLEX（メイドアンドロイド）
- 人間交差点（幼少の道夫）
- 魔探偵ロキRAGNAROK（舞島つばさ）

2004年
- 陰陽大戦記（2004年 - 2005年、カスミ、スバル）

2005年
- ゾイドフューザーズ（フェニス）
- ディノブレイカー（2005年 - 2006年、ゲンナイ）

2006年
- ガンパレード・オーケストラ（蔵野忍）
- シルクロード少年 ユート（ジエン）
- すもももももも 地上最強のヨメ（母親）

2007年
- きらりん☆レボリューション（原田店長）
- ケロロ軍曹（ユミカ）
- ぷるるんっ!しずくちゃん（2007年 - 2008年、水晶さん） - 2シリーズ

2009年
- エレメントハンター（リサ）

### OVA
1995年
- 神秘の世界エルハザード（ファトラ）
- 魔法少女プリティサミー（留魅耶）
- らんま1/2 SUPER ああ呪いの破恋洞! 我が愛は永遠に

1996年
- アーシアン（黒天使1）
- 新世紀GPXサイバーフォーミュラSAGA（1996年 - 1997年、女の子、篠原めぐみ）

1997年
- 神秘の世界エルハザード2（ファトラ）
- ぶっとび!! CPU（ミミ）
- 勇者指令ダグオン 水晶の瞳の少年（ケンタ）

1998年
- MASTERキートン（ビクター〈子供時代〉）

1999年
- 最遊記（八百鼡）
- 新世紀GPXサイバーフォーミュラSIN（1999年 - 2000年、篠原めぐみ）

2000年
- 銀河英雄伝説外伝 第三次ティアマト会戦（女性リポーター）
- 創世聖紀デヴァダシー（アンナ・フレイヤ・トースト）

2003年
- がぁーでぃあんHearts（くるす）

2005年
- がぁーでぃあんHearts ぱわ〜あっぷ!（くるす）

### 劇場アニメ
- MEMORIES「彼女の想いで」（1995年、ロボット）
- 翔べ!ペガサス 心のゴールにシュート（1995年、ナオキ）
- 劇場版 天地無用! in LOVE（1996年）
- ジャングル大帝（1997年、ルネ[15]）
- とつぜん!ネコの国 バニパルウィット（1998年、王妃）
- 逮捕しちゃうぞ the MOVIE（1999年、松田容子）
- ロックマンエグゼ 光と闇の遺産（2005年、大山チサオ[16]）
- 真救世主伝説 北斗の拳 ラオウ伝 殉愛の章（2006年、リョウ）

### ゲーム
1996年
- 神秘の世界エルハザード（ファトラ）
- ストーンウォーカーズ
- 爆れつハンター
- 花札グラフィティー 恋々物語（白瀬琴巳）
- BASTARD!! -虚ろなる神々の器-（ティア・ノート・ヨーコ）
- 魔法少女プリティサミー PART 1 In the Earth（留魅耶）※PS

1997年
- アニメフリーク FX vol.4（ビアンカ）
- アニメフリーク FX vol.5（ビアンカ）
- QUOVADIS 2〜惑星強襲オヴァン・レイ〜（アグリ・アグイ）
- クライムクラッカーズ2（グレイダルフ）
- クロス・ロマンス 恋と麻雀と花札と（近藤茜）※PS、SS
- VS雀士ブランニュースターズ（護国寺玲子）
- ホワイトダイアモンド（クレア）※PCALL
- フォトジェニック（御子神鈴音）
- 魔法少女プリティサミー 〜恐るべし身体測定!核爆発5秒前!!〜（留魅耶）

1998年
- プリンセスクエスト（ジェラード）
- アニメフリーク FX vol.6（ビアンカ）
- スレイヤーズわんだほ〜（ヴィオラ）
- 魔法少女プリティサミー 〜ハートのきもち〜（留魅耶）※SS

1999年
- エーベルージュ2（フォルラーツ・ガントラム）
- Lの季節 〜A piece of memories〜（東由利鼓）
- 君の気持ち、僕のこころ（高千穂彩）
- 金田一少年の事件簿3 青龍伝説殺人事件（野口隆一郎）
- グローランサー（エリオット、リシャール）
- 新世紀GPXサイバーフォーミュラ 新たなる挑戦者（篠原めぐみ）
- 聖少女艦隊バージンフリート（露小森順）
- WHITE DIAMOND（クレア）※PS

2000年
- KAIKANフレーズ 堕天使降臨（桐生祐香）
- 機動警察パトレイバー 〜ゲームエディション〜（空谷みどり）
- グランディアII（ロアン）
- 創世聖紀デヴァダシー（アンナ＝フレイヤ＝トースト）

2001年 ,
- GEAR戦士電童（エリス＝ウィラメット）
- グローランサーII（エリオット）

2002年
- ガラクタ名作劇場 ラクガキ王国
- .hack//感染拡大 Vol.1（リンダ）
- .hack//悪性変異 Vol.2（リンダ）
- .hack//侵食汚染 Vol.3（リンダ）

2003年
- ヴィオラートのアトリエ 〜グラムナートの錬金術士2〜（クラーラ・バルビア）
- SUNRISE WORLD WAR from サンライズ英雄譚（カルラ、エリス、エレ）
- プリンセスメーカーリファイン版（娘）

2004年
- スーパーロボット大戦MX（エリス・ウィラメット）

2005年
- スーパーロボット大戦MX ポータブル（エリス・ウィラメット）
- ゾイドタクティクス（ルドルフ・ゲアハルト・ツェッペリン3世）
- わがまま☆フェアリー ミルモでポン! どきどきメモリアルパニック

2006年
- ヴァルハラナイツ（機械人 女）
- ファイナルファンタジーXII（カイツ）

2009年
- グローランサー（エリオット、リシャール）

2025年
- ファイアーエムブレム ヒーローズ（エーディン）

### ドラマCD
1996年
- ディスコミュニケーション（江波）

1997年
- スレイヤーズN・EX.（マルチナ・ゾアナ・メル・ナブラチロワ）
- タイムクライシス（レイチェル・マクファーソン）
- 新世紀GPXサイバーフォーミュラSAGA ROUND2 マスコットギャルズ・パニック（篠原めぐみ）
- 新世紀GPXサイバーフォーミュラSAGA ROUND3 トラップ・オブ・ケルベロス（篠原めぐみ）
- 新世紀GPXサイバーフォーミュラSAGA ROUND5 SAKURA（篠原めぐみ）
- 勇者指令ダグオン CDシネマ4 〜冬、来たりなば…（長沢ひとみ）

1998年
- 聖ルミナス女学院・スクールデイズ（シスター茜）
- 天からトルテ!（プディング）

1999年
- 新世紀GPXサイバーフォーミュラ SAGAII ROUND1 真実の一瞬（篠原めぐみ）

2000年
- 新世紀GPXサイバーフォーミュラ SAGAII ROUND2 ウェディング・ラプソディー（篠原めぐみ）
- 恋愛カタログ（笹錦望）

2001年
- 新世紀GPXサイバーフォーミュラ SAGAII ROUND4 レディ!!（篠原めぐみ）
- 新世紀GPXサイバーフォーミュラ SAGAII ROUND5 ジャガーのエンブレム（相沢北斗）

2002年
- ぷくぷく天然かいらんばん（高山ぽんた）

2003年
- がぁーでぃあんHearts（くるす）

2005年
- がぁーでぃあんHearts ぱわ〜あっぷ!（くるす）

### 吹き替え

#### 映画
- SET IT OFF（T・T〈キンバリー・エリス〉）
- ホワイトハウスの陰謀
- レオン ※オリジナル版

#### アニメ
- ボブとはたらくブーブーズ（ディジー、ブロードベント婦人）

### CD
- ロスト・ユニバース トラックス・コンテンツ(1)「Be Myself!」（キャラクターソング）（ミリィ）
- スレイヤーズNEXT サウンドトラック Sound Bible I 「雨のFar away」（キャラクターソング）（マルチナ）

### テレビ番組
- のりものスタジオ（ステハニー）

### シリーズ一覧
1. ↑  第1シリーズ（2002年 - 2003年）、第2シリーズ『AXESS』（2003年 - 2004年）、第3シリーズ『Stream』（2004年 - 2005年）、第4シリーズ『BEAST』（2005年 - 2006年）、第5シリーズ『BEAST+』（2006年）

### 初出話一覧
1. ↑  第1期 第38話初出
2. ↑  第1期 第43話初出
3. ↑  第1期 第54話初出
4. ↑  第4期 第22話初出